# Национальный альянс Таджикистана
Национальный альянс Таджикистана — политическая организация, созданная эмигрировавшими представителями оппозиции Таджикистана.
Организация была создана в сентябре 2018 года в Варшаве представителями запрещённой в Таджикистане Партии исламского возрождения Таджикистана, а также ещё трёх организаций («Конгресс свободомыслящих Таджикистана», «Реформа и развитие Таджикистана» и «Конгресс мигрантов Центральной Азии»).
15 августа 2019 года Верховный суд Таджикистана признал «Национальный альянс Таджикистана» террористическо-экстремистским объединением, его интернет-сайт был в Таджикистане заблокирован.